# Saint-Florentin (Indre)
Saint-Florentin is een gemeente in het Franse departement Indre (regio Centre-Val de Loire) en telt 449 inwoners (1999). De plaats maakt deel uit van het arrondissement Issoudun.

## Geografie
De oppervlakte van Saint-Florentin bedraagt 16,2 km², de bevolkingsdichtheid is 27,7 inwoners per km².

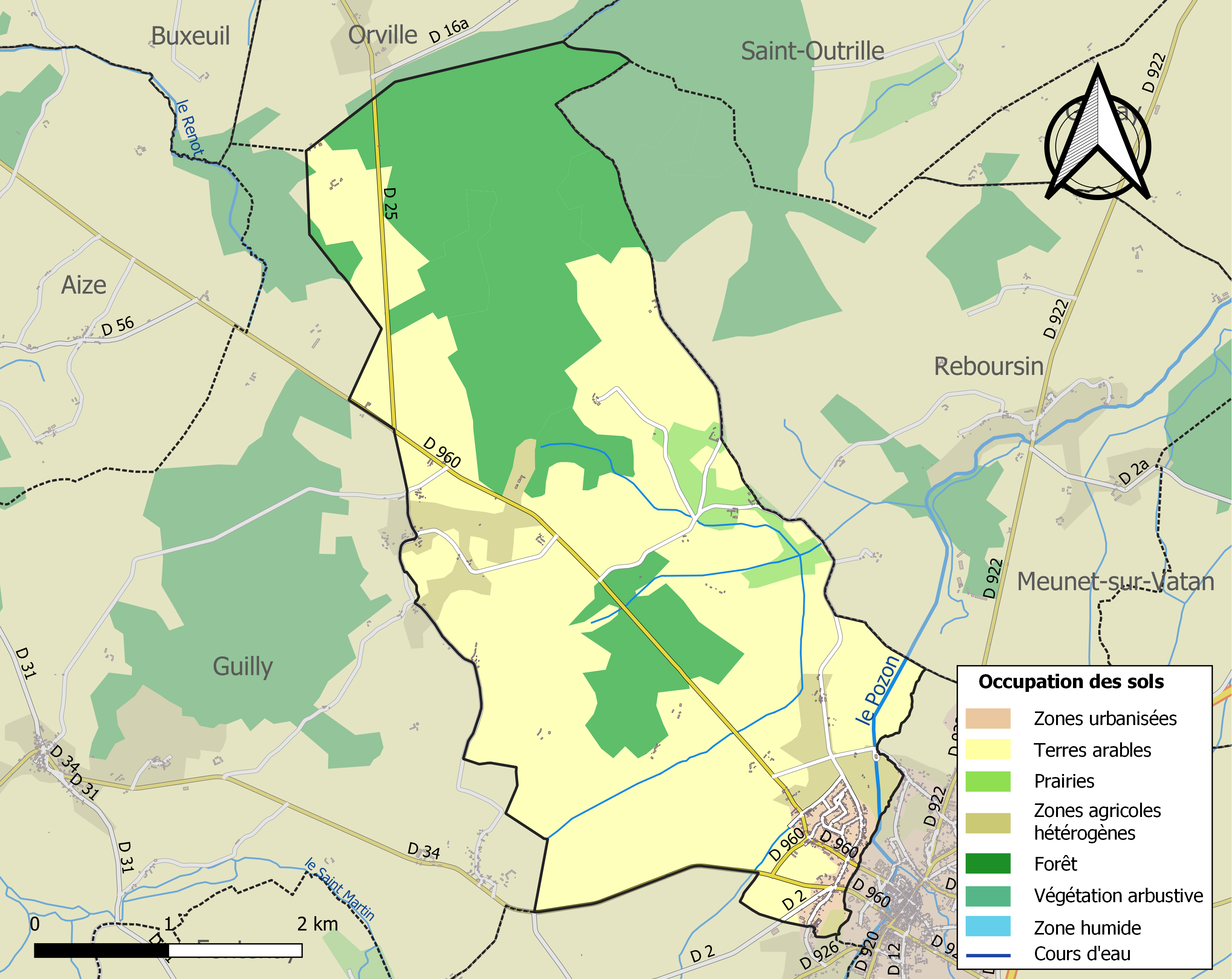
Kaart van de gemeente met de belangrijkste infrastructuur, bodemgebruik en omliggende gemeenten

## Demografie
Onderstaande figuur toont het verloop van het inwonertal (bron: INSEE-tellingen).